# Passo del Gatto

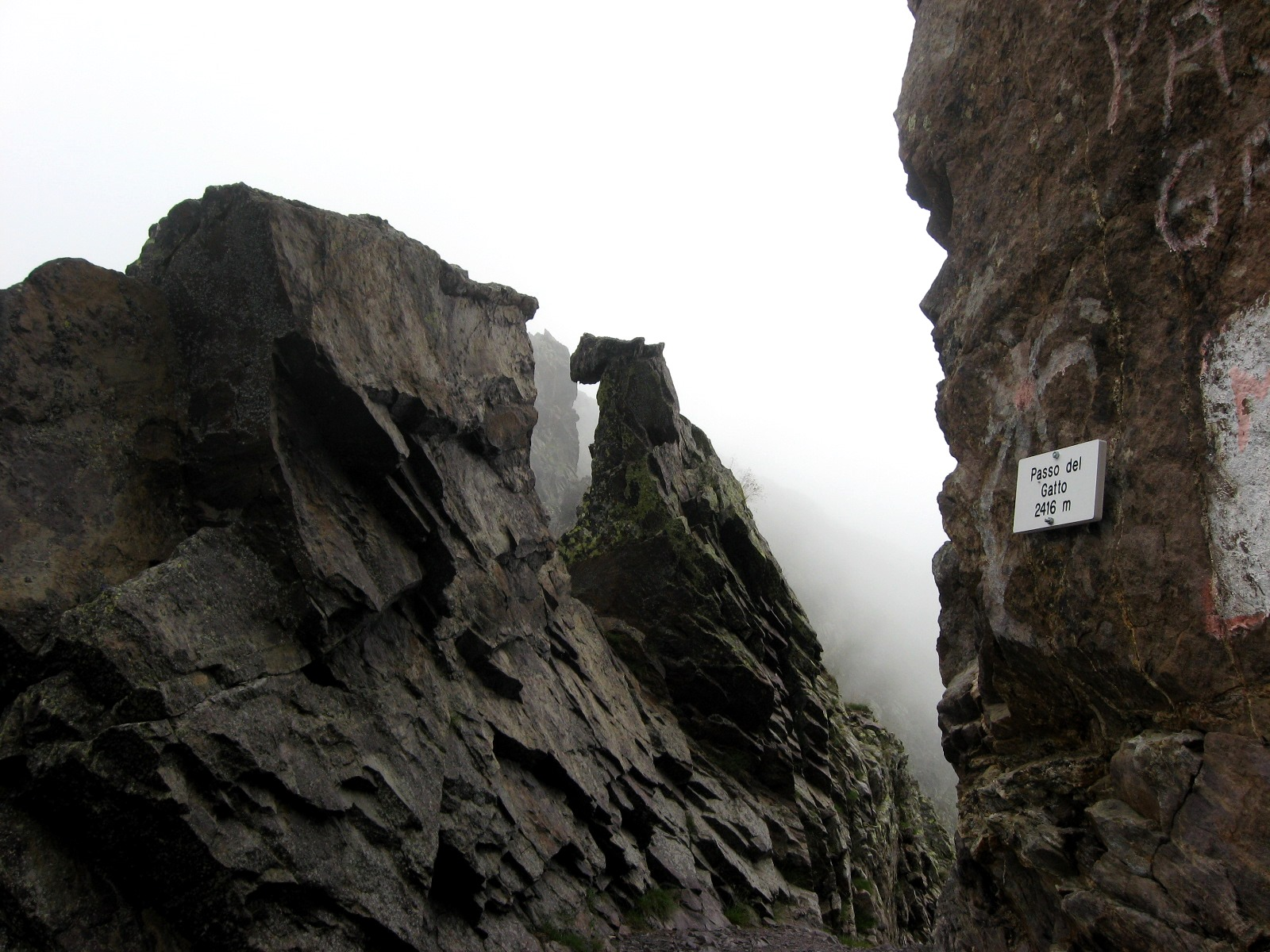
Il passo, con il "profilo del gatto" al centro dell'immagine

Il passo del Gatto, alto 2.416 metri, divide la valle di Valbona dalla valle del Venerocolino, entrambe collocate nel comune di Schilpario, in alta val di Scalve, nelle Alpi Orobie.
Così chiamato per via di uno sperone di roccia che ricondurrebbe al profilo del muso di un gatto, venne creato sulle pendici del monte Sellerino dal genio militare negli anni prossimi alla prima guerra mondiale, al fine di permettere un miglior spostamento di persone e materiale in quella che avrebbe dovuto essere una linea di battaglia, poi mai utilizzata, in caso di ripiegamento delle forze militari italiane. Garantisce infatti il collegamento tra il passo del Vivione, da cui si accede alla val Camonica, alla zona del rifugio Nani Tagliaferri e del passo di Bondione, spartiacque con la valle Seriana.
Il passo, incluso nel sentiero naturalistico Antonio Curò, è raggiungibile in circa 2 ore mediante il sentiero indicato con il segnavia del CAI numero 416 che si sviluppa dal passo del Vivione, nei pressi del confine tra le province di Bergamo e Brescia e sale sulla costa di Valbona, superando l'omonimo lago. Permette inoltre di raggiungere le vette del Monte Venerocolo ed i sottostanti Laghi del Venerocolo, del monte Sellerino e del passo del Venerocolino.